# Pasqualino di Niccolò
Pasqualino di Niccolò, zvaný též Pasqualino Veneto, Pasqualino Veneziano nebo Pasqualino Lamberti (* 1463, Benátky – 6. prosince 1504, Benátky) byl italský renesanční malíř.

## Život
Původ Pasqualina di Niccolò je nejistý, ale mohl být synem benátského malíře "Francesco de Pasqualin Lamberto, pittore“, který je uváděn v Benátkách dvakrát mezi roky 1549 a 1564. Historici umění obvykle souhlasí s tím, že byl v učení v ateliéru Giovanni Belliniho někdy mezi 1485 a 1490. Z ikonografie Pasqualinových obrazů je zřejmé, že měl blízko k dílům Giovanni Battisty Cima da Conegliano, který měl malířskou dílnu v Benátkách koncem 80. let. O dalším životě Pasqualina di Niccolò chybí informace a jeho působení je známo pouze z datace jeho díla. Obraz Madony z Musea Correr z roku 1496 je nejstarším datovaným a signovaným dílem. Posledním záznamem byla objednávka obrazu Představení Panny Marie v chrámu pro Albergo della Scuola Grande di Santa Maria della Carità di Venezia z roku 1503 a potvrzení objednávky roku 1504. Malíř nestihl dílo odevzdat, když v prosinci roku 1504 zemřel. Objednávku převzal Tizian, který obraz dokončil až roku 1538.
Z celého díla umělce bylo identifikováno pouze několik obrazů, které vynikají technickou a kvalitou malby a stylovou rozmanitostí. Jsou považovány za vzácné.

## Dílo

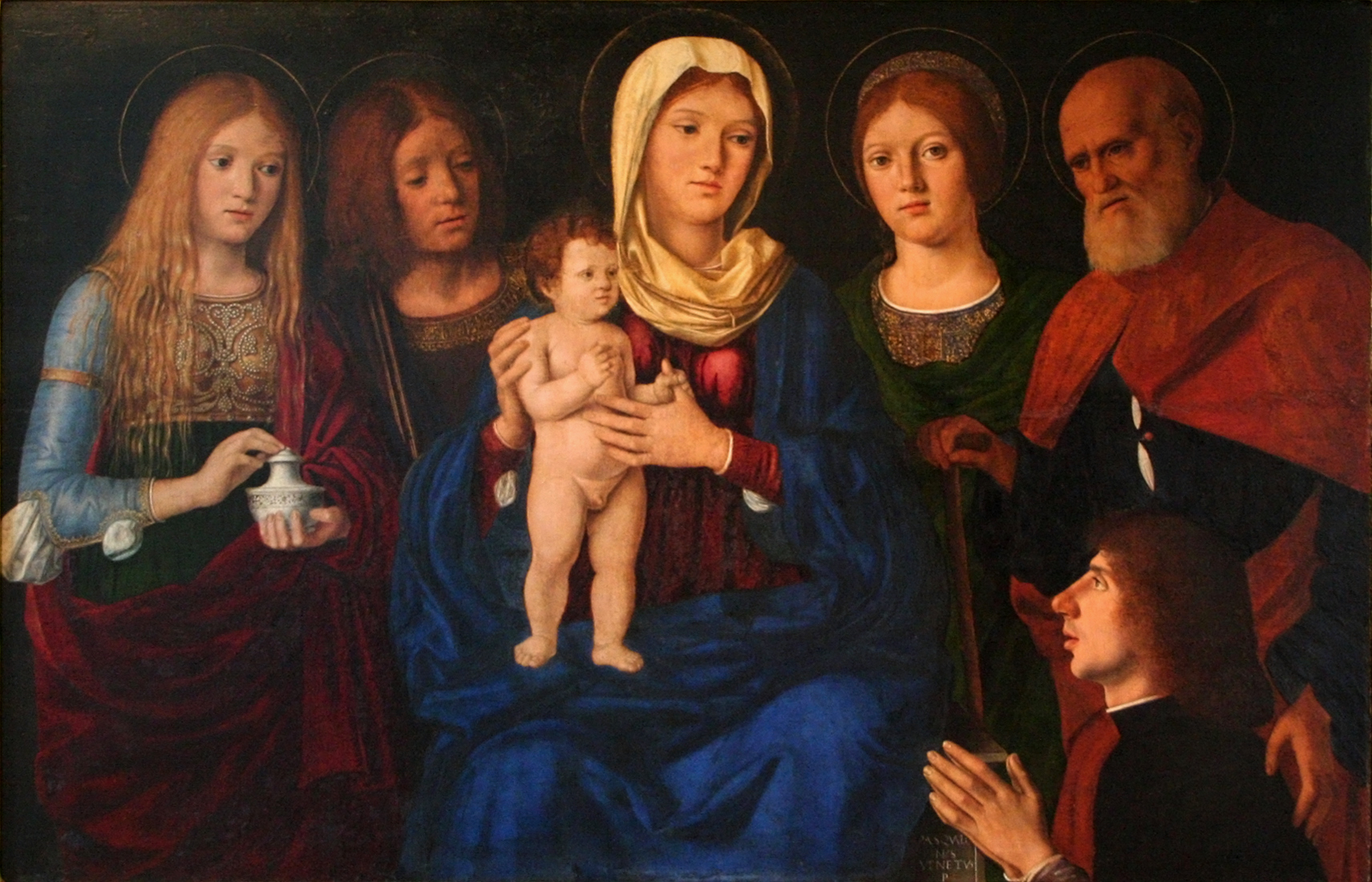
Pasqualino Veneto, P. Maria s dítětem, sv. Maří Magdalénou, se světicemi, sv. Josefem? a donátorem, Národní galerie v Praze

Pouze na základě stylistického rozboru se předpokládá, že Pasqualino di Niccolò byl v kontaktu s dílnou Giovanni Belliniho a později ho ovlivnily malby Cima da Conegliano. Oproti Bellinimu se liší přísnější artikulací objemů a ostřejšími hranami záhybů, i podrobnějším provedením krajin. Od Cima částečně přebírá kompoziční schéma drapérií i charakter obličejů, ale provedení se liší.
Na obrazu Madony s dítětem v krajině (Rovigo) je silně zdůrazněn monumentální objem a modelace bohatě řasené drapérie. Madona sedí na kamenném zábradlí a drží v ruce modlitební knížku, ale pohled dítěte směřuje k divákovi. Intenzivní barevnost oděvu i ostré ohraničení Madonu nijak nepropojuje s krajinou v pozadí. Charakter krajiny je odvozen ze severské renesance a vyznačuje se pečlivým provedením detailů.
- Svatá konverzace mezi světci za přítomnosti dárce obrazu je tématem malby z Národní galerie v Praze. Byl to žánr od konce 15. století v italském, a tím i benátském malířství mimořádně oblíbený a zabývali se jím například Giovanni Bellini nebo Cima da Conegliano. Na tomto obrazu Madona nabízí dítě k adoraci donátorovi, který klečí v pravém dolním rohu. Donátor je konkrétní osobou, která v období baroka upadla v nemilost a na obraze byla zamalována. Původní podobu obrazu vrátilo až restaurování, kdy byly pozdější přemalby odstraněny.[4] identifikace dalších osob vyvolala v dosavadních publikacích různé možnosti: podle zrzavých vlasů a nádoby s mastí (atributu balzamování Ježíšova těla) je jisté zobrazení prvé ženy zleva jako svaté Marie Magdalény. Druhá osoba je sporná. Může to být muž i žena. V případě Jana Evangelisty (Pujmanová) nevyhovuje věk, protože "Jan miláček Páně" byl podle vyobrazení při Poslední večeři ještě chlapec, tedy o několik let mladší než Ježíš, zde by tomu bylo naopak. Nabízí se ztotožnit osobu se svatou Kateřinou, která byla s Ježíšem mysticky zasnoubena a jejíž ruka na Ježíšově rameni by to mohla vyjadřovat podobně jako později vyobrazované předání snubního prstenu. Další světice (vnějškem podobná té předchozí) by v tom případě mohla být identifikována jako svatá Markéta nebo Barbora. Svatý Josef byl určen podle věku, plnovousu a své hole, podle ochranného gesta ruky byl křestním patronem donátora. V této souvislosti bývá zmiňován obraz Svaté konverzace od Alvise Vivariniho [5]

### Známá díla
- Madona s dítětem (počátek 90. let?), Bonnefantenmuseum, Maastricht
- Madona s dítětem a Maří Magdalenou, 1496, Museo Correr, Benátky, Itálie
- Madona s dítětem, pův. soukromá sbírka[6]
- Svatá konverzace (Madona s dítětem, sv. Máří Magdalenou, sv. Janem Evangelistou nebo sv. Kateřinou, světicí, sv. Josefem (?) a donátorem), po 1502, Národní galerie v Praze
- Madona s dítětem, světci a donátorem, 1504, Ermitáž, St. Petersburg
- Madona s dítětem, Harvard University Art Museums, Fogg Art Museum, Cambridge (MA)[7]
- Madona s dítětem, malým Janem Křtitelem a sv. Kateřinou
- Madona s dítětem v krajině, Rovigo, Pinacoteca dell'Accademia dei Concordi[3]
- Kojící Madona s dítětem, La chiesa del SS. Redentore, Benátky
- Madona s dítětem a malým Janem Křtitelem, sbírka Dr. Kisters, Kreuzlingen[8]
- Madona s dítětem a malým Janem Křtitelem, (připsáno, nebo též Francesco di Bernardo de' Vecchi), Museo Civico Sartorio[9]